# Andrzej Gieysz
Andrzej Gieysz herbu własnego – łowczy żmudzki od 1658 roku, cześnik nowogrodzkosiewierski w latach 1658-1659, mostowniczy żmudzki w latach 1657-21658.
Był elektorem Michała Korybuta Wiśniowieckiego z Księstwa Żmudzkiego w 1669 roku.